# نیکو سانتس (بازیگر)
نیکو سانتس (انگلیسی: Nico Santos؛ زادهٔ ۷ آوریل ۱۹۷۹) هنرپیشه فیلیپینی-آمریکایی است. وی از سال ۲۰۱۳ میلادی تاکنون مشغول فعالیت بوده‌است.
از فیلم‌ها یا برنامه‌های تلویزیونی که وی در آن نقش داشته‌است می‌توان به آسیایی‌های خرپول اشاره کرد.